# 阿拉丁帕夏
阿拉丁贝伊或称阿拉丁帕夏（土耳其語：Alâeddin Bey），奥斯曼帝国的创立者奥斯曼一世之子，奥尔汗一世的兄弟。现有资料暂时不能确定他和奥尔汗谁年龄更长，不过是奧爾汗加齊统治了国家并称为一个冠以“苏丹”称号的鄂圖曼统治者。根据传统说法和16世纪的历史学家伊德里斯·比特利斯讲述的鄂圖曼历史，阿拉丁被他积极好战的兄弟要消极一些，因此常常是待在家里而不是为扩张新生的鄂圖曼帝國的疆域而战斗。阿拉丁曾接受管理国家事务方面的训练。可能是由于善于征战，奥尔汗被确立为帝国的王位继承人。(Bosworth 246)
相比后来鄂圖曼历史中常出现由继承问题引发的内战，阿拉丁欣然接受了父亲的安排，与兄弟的关系和睦。他迅速顺应了奥尔汗的统治，并献出了自己的忠诚，因此得到了政府和人民的尊重。事实上，阿拉丁看起来很享受轻松的生活方式，并且相对与继承问题更关心他们的父亲除了帝国没有留给兄弟俩别的财富的事实。两兄弟之间的关系并不像其他的鄂圖曼王子之间的关系那样，他们之间十分和睦。由于阿拉丁曾接受国务方面的训练，奥尔汗会索求并欣然接受他的建议。作为回报，阿拉丁索要并得到了Fodrā村。(Bosworth 246)
在1328-1329年间，阿拉丁觐见奥尔汗以祝贺他新占领伊兹密特。这次会面中，阿拉丁为鄂圖曼帝国做出了他最重要的贡献，他给奥尔汗提出了旨在提高帝国的效率和合法性的三条建议。这三条建议分别是：采用一个货币系统，选定官方的鄂圖曼服饰和对军队进行完全的重组。(Bosworth 248)
在1328年-1329年间，银币上的确加盖了奥斯曼一世的名字。
鄂圖曼帝國为军人和官员选定了一套官方的服饰，一种带有丰富刺绣的头饰和服装，这与拜占庭人的传统相同，不过要朴实一些。公众可以随意着装。
最后，也可能是最重要地，军队被整体重组。
阿拉丁贝伊逝世于1331年或1332年，被葬于布尔萨奥尔汗一世的陵寝中。(Bosworth 248).

## 后代
阿拉乌丁·阿里贝伊 married the daughter of Balad, having had issue:
- Kilich Bey, who had issue:
  - Khizir Bey, who had issue:
    - Muhammad Bey. He had issue, one son and one daughter:
      - Ibrahim Bey. He had issue, one son and one daughter:
        - Shahi Shalabi. He had issue, a daughter:
          - Taji Khanum. She d. 1530

        - Aisha Khanum.

      - Pasha Khanum.